# Bakary Sanneh
Bakary Sanneh (ur. 18 lipca 1959) – gambijski zapaśnik walczący w stylu wolnym. Olimpijczyk z Seulu 1988, gdzie zajął 23. miejsce w kategorii do 90 kg.

## Letnie Igrzyska Olimpijskie 1988
| Konkurencja      | Eliminacje         | Eliminacje             | Klas. końcowa |
| Konkurencja      | Przeciwnik 1       | Przeciwnik 2           | Miejsce       |
| ---------------- | ------------------ | ---------------------- | ------------- |
| 90 kg styl wolny | Edwin Lins (AUT) P | Ahmad Al-Shamy (SYR) P | 23.           |